# Torta di patate dolci
La torta di patate dolci (dall'inglese: sweet potato pie) è un dolce tradizionale degli Stati Uniti meridionali. Trattasi di una pie dolce con un impasto alla base e un ripieno, che può essere denso o vellutato a seconda dei casi, a base di purè di patate dolci, latte evaporato, zucchero, noce moscata e altre spezie e uova. La torta può essere guarnita con estratto di vaniglia o limone.

## Storia
Sebbene esistessero già nel medioevo degli sformati a base di verdure e dalla consistenza cremosa, l'odierna sweet potato pie risale alla prima fase dell'era coloniale, quando i popoli dell'Africa occidentale giunti nel Nuovo Continente preparavano pietanze usando le patate dolci americane al posto degli ignami, che erano invece diffusi nella loro terra d'origine. Il metodo di preparazione delle pie tradizionale del Regno Unito si diffuse nel continente americano grazie ai coloni inglesi, dando così origine alla torta di patate dolci. Le prime ricette delle torte di patate dolci apparvero nei libri di cucina del XVIII secolo dedicati a pietanze salate. Nonostante ciò, a partire dal secolo seguente, la sweet potato pie iniziò a essere considerata un dessert. Oggi la torta con le patate dolci viene servita durante le festività natalizie e in occasione del giorno del Ringraziamento negli Stati del Sud al posto della torta di zucca, che è invece più popolare in altre aree degli USA.

## Varianti
Una variante hawaiana della ricetta è la cosiddetta sweet potato haupia pie con l'haupia, un dolce locale a base di latte di cocco.